# Holsterören
Holsterören är en ö i Finland. Den ligger i Norra kvarken och i kommunen Korsholm i den ekonomiska regionen  Vasa i landskapet Österbotten, i den västra delen av landet. Ön ligger omkring 16 kilometer norr om Vasa och omkring 380 kilometer norr om Helsingfors.
Öns area är 3,6 hektar och dess största längd är 320 meter i nord-sydlig riktning. I omgivningarna runt Holsterören växer i huvudsak blandskog.